# Crassispira brujae
Crassispira brujae är en snäckart som beskrevs av Leo George Hertlein och Strong 1951. Crassispira brujae ingår i släktet Crassispira och familjen Turridae. Inga underarter finns listade i Catalogue of Life.